# Stemmops subtilis
Stemmops subtilis är en spindelart som först beskrevs av Simon 1895.  Stemmops subtilis ingår i släktet Stemmops och familjen klotspindlar.
Artens utbredningsområde är Venezuela. Inga underarter finns listade i Catalogue of Life.